# Valentyin Abramovics Judaskin
Valentyin Abramovics Judaskin (Bakovka, 1963. október 14. – Moszkva, 2023. május 2.) orosz divattervező.

## Életrajza
A Moszkvai területen fekvő Bakovka településen (napjainkban Ogyincovo város része) született zsidó családba. 1986-ban kitüntetéssel végzett a Moszkvai Ipari Technikumban, egyszerre két szakon: ruhatörténet, valamint smink és díszítő kozmetika. A diploma megszerzése előtti gyakorlatát Vjacseszlav Zajcev divattervező moszkvai divatházban végezte. Később, 2002-ben elvégezte a Orosz Színházművészeti Egyetemet (GITISZ) is.
Az iskola elvégzése után az OSZSZSZK Lakossági Szolgáltatások Minisztériumának Központi Tervezőirodájában dolgozott vezető művészként. 1987-ben alkotta meg első kollekcióját, majd 1989-ben megalapította a Vali-Moda nevű cégét. Ekkor kezdett el olyan ismert szovjet előadóművészekkel dolgozni, mint Alla Pugacsova, Ljudmila Gurcsenko, vagy Laime Vaikule.
Az 1980-as években Raisza Gorbacsovát öltöztette. Őt tartják az első posztszovjet tervezőnek, aki kortárs orosz megjelenést hozott a nemzetközi divatvilágba, miközben a kritikusokat pazar színpadiasságával és viselhető stílusával nyűgözte le.
Terveit olyan múzeumokban állították ki, mint a párizsi Musée de la mode et du textile, a Los Angeles-i California Museum of Fashion, a New York-i Metropolitan Múzeum és a moszkvai Állami Történeti Múzeum. 2010-ben újratervezte az orosz katonai egyenruhákat, és 85 mintát készített az orosz fegyveres erők összes ágának öltöztetésére.

### Halála
2023. május 2-án halt meg veserákban.

## Fordítás
Ez a szócikk részben vagy egészben  a   Valentin Yudashkin című angol Wikipédia-szócikk ezen változatának fordításán alapul.  Az eredeti cikk szerkesztőit annak laptörténete sorolja fel. Ez a jelzés csupán a megfogalmazás eredetét és a szerzői jogokat jelzi, nem szolgál a cikkben szereplő információk forrásmegjelöléseként.